# 15904 Halstead
15904 Halstead è un asteroide della fascia principale. Scoperto nel 1997, presenta un'orbita caratterizzata da un semiasse maggiore pari a 2,1627424 UA e da un'eccentricità di 0,0262001, inclinata di 3,04548° rispetto all'eclittica.